# Hans Füchtbauer
Hans Füchtbauer (* 3. August 1921 in Tübingen; † 21. Dezember 2004 in Oldenburg) war ein deutscher Geologe (Sedimentologie).
Er war der Sohn des Tübinger Professors für Experimentalphysik Christian Füchtbauer. 1949 wurde er an der Universität Göttingen promoviert. Danach arbeitete er bis 1967 in der Erdölindustrie (Firma Elwerath, Erdölwerke Hannover), habilitierte sich aber 1965 an der Universität Tübingen, wo er auch Vorlesungen über Sediment-Petrologie hielt. Er war ab 1967 Professor an der Ruhr-Universität Bochum.
Er ist Verfasser eines deutschsprachigen Standardwerks zur Sedimentologie.
1984 erhielt er die Hans-Stille-Medaille. 1990 erhielt er die Gustav-Steinmann-Medaille der Geologischen Vereinigung als richtungsweisender Forscher in der Sedimentologie. Er war seit dem Jahr 1980 Mitglied der Leopoldina.

## Schriften
- mit Wolf von Engelhardt, German Müller (Herausgeber) Sediment-Petrologie, Teil 1, Methoden der Sedimentuntersuchung, Schweizerbart 1963
- Herausgeber: Sediment-Petrologie, Teil 2: Sedimente und Sedimentgesteine, Schweizerbart, 4. Auflage 1988
- mit Kurt Lemcke, Wolf von Engelhardt Geologische und sedimentpetrographische Untersuchungen im Westteil der ungefalteten Molasse des süddeutschen Alpenvorlandes, Hannover, Amt für Bodenforschung 1953
- Herausgeber The Zechstein basin with emphasis on carbonate sequences, Contributions to Sedimentology, Band 9, Schweizerbart 1980